# 五四指示
五四指示，全称关于土地问题的指示或关于清算减租及土地问题的指示，是由刘少奇起草，中共中央于1946年5月4日发布的关于改变中共土地政策的指示。该指示的基本内容是，改变抗日战争期间中共采取的减租减息策略，实行“耕者有其田”，没收地主土地分配给农民；用一切方法吸收中农参加运动，决不可侵犯中农土地；一般不变动富农土地，对富农和地主要有所区别；不可将农村中反对地主阶级的办法应用于城市中反对工商业资产阶级的斗争。
这一指示是在第二次国共内战全面爆发的前夜发布的。它调动了农民的革命和生产积极性，为中共在第二次国共内战中奠定了群众基础。